# Lynden Pindling
Lynden Oscar Pindling (Nassau, 22 marzo 1930 – Nassau, 26 agosto 2000) è stato un politico bahamense.
È considerato il "padre della Nazione" nelle Bahamas. Ha infatti avuto un ruolo importante nel periodo storico che ha portato all'indipendenza del Paese, dal 1963 al 1973. Dal 1973 al 1992 è stato Primo ministro delle Bahamas.
Era rappresentante del Partito Liberale Progressista.
Dal 1956 era sposato con Marguerite Pindling, nata McKenzie, diventata Governatore generale delle Bahamas nel 2014.
A lui è intitolato l'Aeroporto Internazionale Lynden Pindling di Nassau.